# 모더니즘 (음악)
모더니즘(modernism)은 음악에서 20세기 초에 일어난 음악 언어의 변화와 발전의 시대, 즉 오래된 음악 범주에 도전하고 재해석하는 다양한 반응의 시대, 새로운 조직 방식으로 이어진 혁신의 바탕이 되는 미학적 입장이다. 그리고 음악의 화성적, 선율적, 음향적, 리듬적 측면에 접근하고, 당시 예술 분야에서 식별 가능한 더 큰 모더니즘 시대와 긴밀한 관계를 맺어 미적 세계관의 변화를 연구한다. 그것과 가장 관련이 있는 작동 단어는 "혁신"이다. 그 주요 특징은 "언어적 다양성"이다. 즉, 어떤 음악 장르도 지배적인 위치를 차지한 적이 없다는 것이다.

## 같이 보기
- 절대 음악
- 실험 음악
- 표현주의 음악
- 음악의 역사
- 신고전주의 음악
- 음악철학